# Чебанов, Сергей Викторович
Сергей Викторович Чебанов (род. 20 марта 1953 года, Ленинград) — советский и российский учёный в области теоретической биологии, биосемиотики, теории классификации, герменевтики. Доктор филологических наук, профессор кафедры математической лингвистики СПбГУ.

## Биография
Окончил биолого-почвенный факультет Ленинградского университета по специальности биолог-микробиолог (1976). Защитил диссертацию на соискание ученой степени к.ф.н. на тему «Язык описания таксонов» (1987) и на соискание ученой степени д.ф.н. на тему «[ihtik.lib.ru/dissertations_14avg2005/ Логико-семиотические основания классификаций в лингвистике]» (2001) по специальности математическая и прикладная лингвистика; онтология и теория познания.
Работал в Институте Акушерства и гинекологии АМН СССР, Институте геологии и геохронологии докембрия, НИИ Земной коры СПбГУ, Институте эволюционной физиологии и биохимии им. И. М. Сеченова, Балтийском государственном техническом университете (Военмех им. Д. Ф. Устинова), СПбГУ.

## Научная деятельность
Основные интересы: герменевтика специализированных форм деятельности (когнитологическая герменевтика, герменевтика non-fiction), семиотика, биосемиотика, теоретическая биология, теория классификации.
Организационная деятельность
- Профессор кафедры математической лингвистики филологического факультета Санкт-Петербургского государственного университета.
- Профессор Балтийского государственного технического университета «Военмех».
- Один из основателей и руководителей Семинара по Теоретической биологии с 1972 (ныне — Семинар по биогерменевтике), Городского семинара по семиотике (с 2002 г.).
- Руководитель семинара по Холистической Лечебной Деятельности, организованного совместно с профессором А. А. Крелем (1938—2008), на базе ассоциации «АнтЭра — Институт клинической медицины и социальной работы им. Максима Петровича Кончаловского»
- Член Международного общества Я.фон Икскюлля (Тарту, с 1993), Международной Ассоциации семиотических исследований (с 1999) и её исполнительного комитета (с 2004), редколлегии международного Журнала биосемиотики (с 2005), Общественного Междисциплинарного Ученого Совета по Ценологии (с 2004).
- Автор многих спецкурсов (теория классификации, общая семиотика, когнитивная лингвистика и др.).

### Важнейшие статьи
- Чебанов С. В. Теория классификаций и методика классифицирования // Научно-техническая информация. Серия 2. Информационные процессы и системы. — 1977. — № 10. — С. 1—10.
- Чебанов С. В. Внутренние и внешние системы в теории классификации // Системные исследования. 1979. — М.: Наука, 1980. — C. 140—146.
- Чебанов С. В. Единство теоретизирования о способах упорядочивания // Теория и методология биологических классификаций. — М., Наука, 1983. — C. 18—28.
- Чебанов С. В., Мартыненко Г. Я. Основные типы представлений о природе языка // Acta et commentationes universitatis tartuensis. Выпуск 911. — Tartu: ТГУ, 1990. — С. 112—136.
- Чебанов С. В., Мартыненко Г. Я. Идеи герменевтики в прикладной лингвистике // Quantitative linguistics and automatic text analysis. 1990. Acta et commentationes universitatis tartuensis. Выпуск 912. — Tartu: ТГУ, 1990. — С. 92—111.
- Чебанов С. В., Мартыненко Г. Я. О герменевтизации прикладной лингвистики // Вестник Тверского ГУ 2007 №29(57). Серия филология. Вып. «Лингвистика и межкультурная коммуникация». — № 11 (207). — С. 273—291.

### Публичные выступления
- Рефренность мира // Полит.ру. — 17 сентября 2009 года.